# Janškovo selo
Janškovo selo – wieś w Słowenii, w gminie miejskiej Velenje. W 2018 roku liczyła 181 mieszkańców. 